# Pensando a lei
Pensando a lei è un singolo del rapper italiano Shiva, pubblicato l'11 febbraio 2022 come primo estratto dal terzo EP Dark Love EP.
Il brano contiene un campionamento del singolo di Iyaz Replay.

## Tracce
Testi e musiche di Andrea Arrigoni, Adam11 e Amritvir Singh.
1. Pensando a lei – 2:56

## Classifiche

### Classifiche settimanali
| Classifica (2022) | Posizione massima |
| ----------------- | ----------------- |
| Italia            | 8                 |

### Classifiche di fine anno
| Classifica (2022) | Posizione |
| ----------------- | --------- |
| Italia            | 43        |